# Шелепиха (станція МЦК)
Шелепиха — пасажирська платформа Московської залізниці, що є зупинним пунктом міського електропоїзда — Московського центрального кільця., відкрита 10 вересня 2016 року, одночасно з відкриттям лінії. Названа по історичному селу Шелепиха. Входить до складу транспортно-пересадного вузла, що включає станцію метро «Шелепиха».
Зупинний пункт «Шелепиха» має дві криті берегові платформи завдовжки 180 метри і приміщення під естакадою з касами, турнікетами, ескалаторами і переходом на станцію метро «Шелепиха». На станції заставлено тактильне покриття.

## Галерея

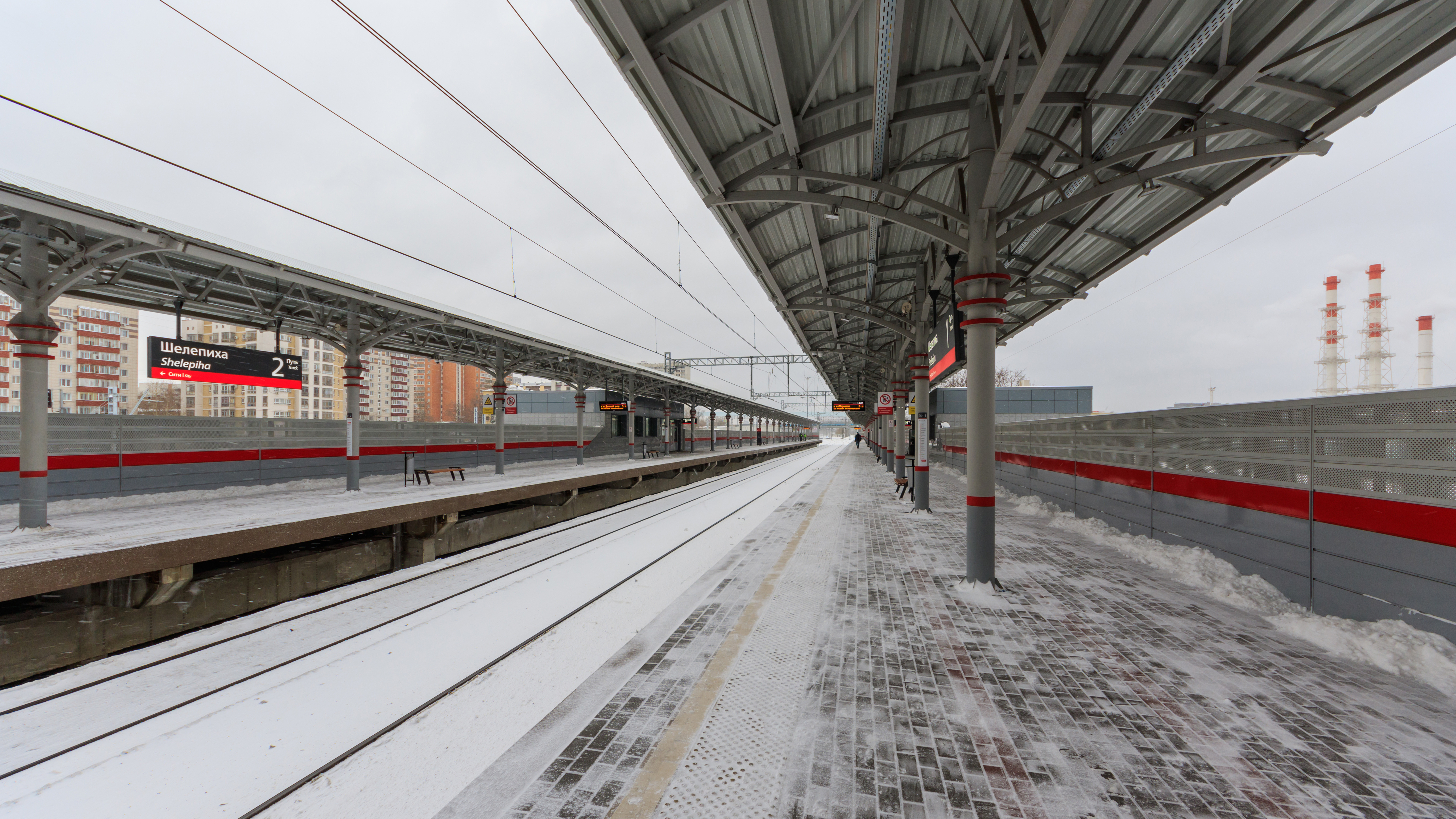
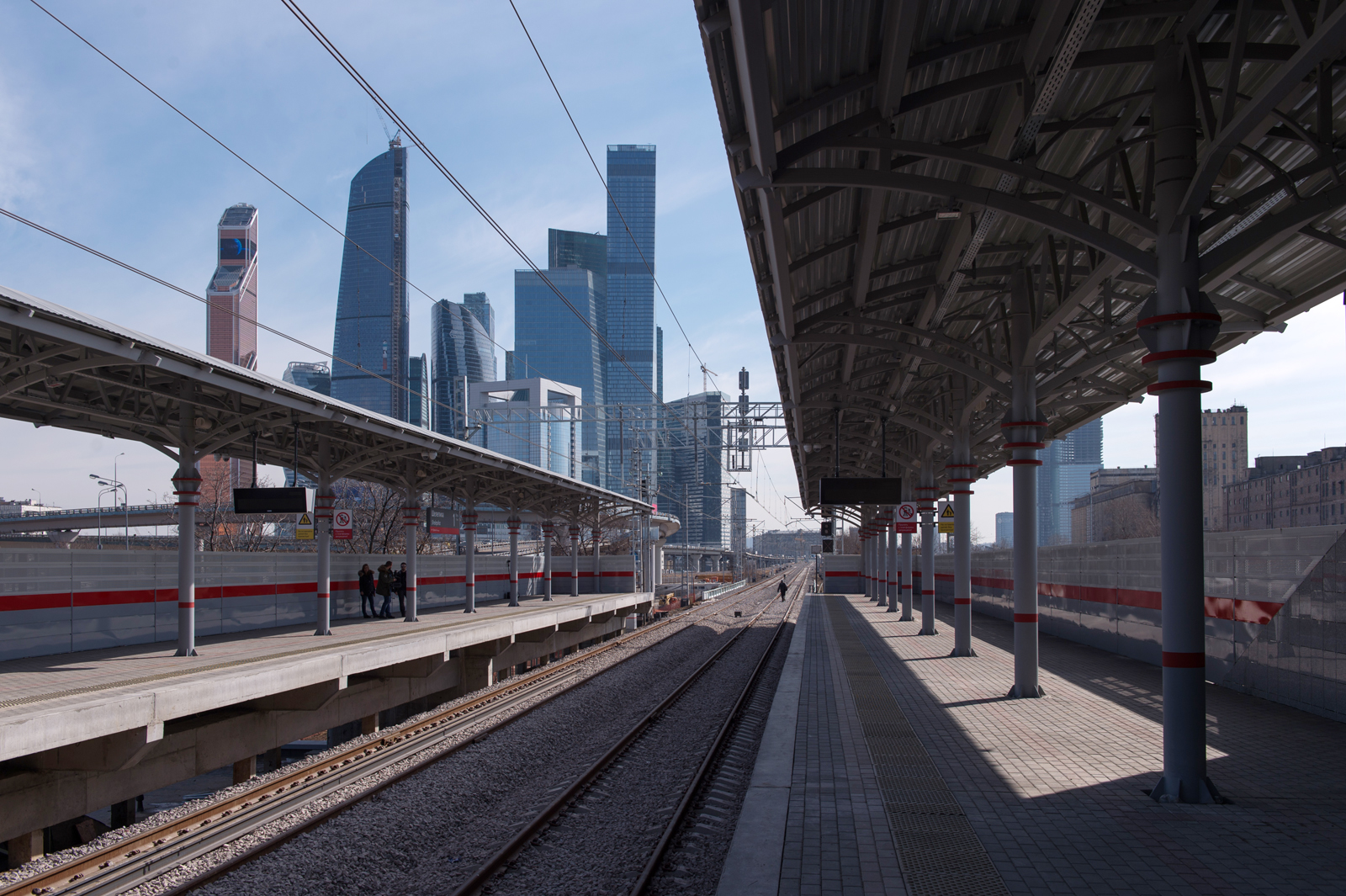